# Катерининський собор (Херсон)
Свя́то-Катери́нинський (Спа́ський)[неавторитетне джерело] собо́р — православний (УПЦ МП) храм у Херсоні, визначна пам'ятка архітектури міста. Перший херсонський кам'яний храм (освячений у 1786 році).

## Опис

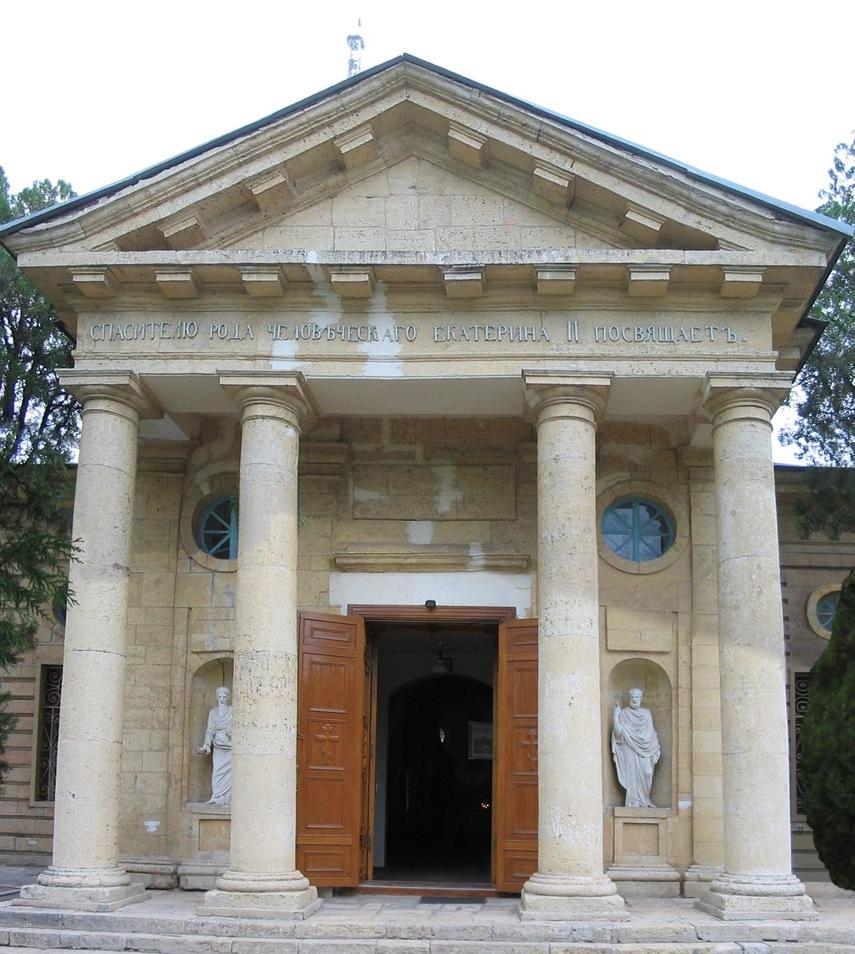
Західний (центральний) фасад

Херсонський Свято-Катерининський (Спаський) собор є визначною пам'яткою класицизму (т. зв. російського класицизму).
Храм — хрещатий у плані. Однобанний сферичний купол на низькому світловому барабані має сліди перебудови. Головний західний фасад прикрашений портиком тосканського ордера — тут розміщено центральний вхід до собору. Споруду виконано з місцевого матеріалу — пісковику, що підкреслює урочисту монументальність споруди. Північний і південний фасади собору мають виступи-крила, що оформлені так само, як і західний фасад, трикутними фронтонами. Зі сходу собор закінчується напівкруглою апсидою і приміщеннями ризниці та дияконника.

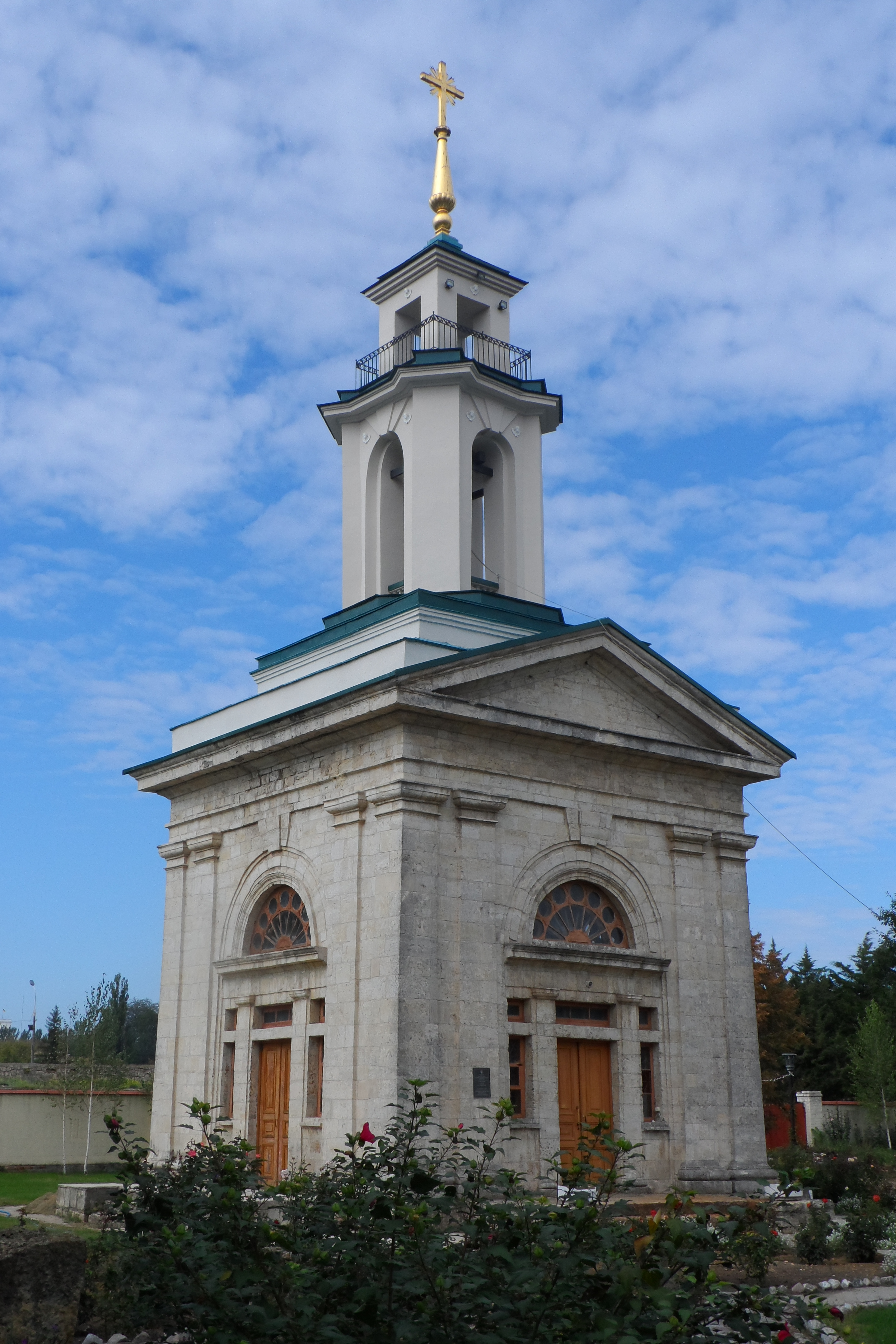
Дзвіниця собору

Оформлення фасадів собору витримано в найкращих традиціях класицизму: пілястровий ордер тут поєднується з горизонтальним рустом, що йде площиною стін основного об'єму й апсиди. Їм контрастують суворі, трохи подовжених пропорцій прямокутні вікна, напівовальні ніші зі скульптурними фігурами та круглими вікнами над ними. Інтер'єр собору завдяки зрізаним кутам підкупольних стовпів, м'яким лініям попружних арок і віконних отворів, що переходять в овальні форми, виглядає достатньо світлим.

## Історія
Свято-Катерининський собор був побудований на місці колишньої дерев'яної Михайлівської церкви, і освячений 17 травня 1786 року.
Перший камінь в основу заклали у серпні 1781 р.
За рік, під час перебування в Херсоні, його відвідала російська імператриця Катерина II. Вона дала храму другу назву — Спаський, у зв'язку з чим на фронтоні головного фасаду був виконаний напис: «Рятівникові роду людського Катерина II присвячує».
Під час російсько-турецької війни 1787-91 років на території біля собору був створений меморіал з могилами полеглих учасників війни. У самому соборі, в склепі під долівкою, біля іконостасу, був похований засновник Херсона, новоросійський генерал-губернатор князь Потьомкин-Таврійський.
Перша дзвіниця собору була дерев'яною і відповідала стилю раннього класицизму, як і сам собор. До 1800 року за проектом І. Є. Старова була побудована монументальна кам'яна дзвіниця, яка за два роки потому постраждала під час землетрусу, і її довелося розібрати. Поряд з нею в 1806 році була зведена тимчасова дерев'яна, яка служила до закінчення будівництва нової кам'яної дзвіниці, що існує й понині.
У 1930-х роках храм був закритий, а інтер'єр — знищений. Реставрацією собору займалася Тамара Гусельникова.
У теперішній час Катерининський собор перебуває у віданні Української православної церкви Херсонської єпархії Московського патріархату (УПЦ МП).

### Під час російського вторгнення в Україну
Під час російського вторгнення в Україну Катерининський собор неодноразово зазнавав руйнувань.
В серпні 2023 року, під час артилерійського удару, загорівся дах собору. Також було поранено троє людей, які їхали у тролейбусі повз собор. Після повторного удару поранення зазнали також четверо рятувальників ДСНС.
В ніч проти 27 грудня 2023 року Катерининський собор постраждав під час обстрілу, в результаті чого було пошкоджено фасад і дах богослужбової будівлі, розбито вікна.
20 грудня 2024 року, близько 05:00 (за київським часом), один з російських снарядів, випущений з лівого берега Дніпра влучив у світловий барабан під куполом. У єпархії УПЦ МП повідомили, що значних пошкоджень зазнав також фасад та інтер’єр церкви.

## Пантеон у храмі
Пантеон Херсонської фортеці в Свято-Катерининському соборі включає захоронення решток наступних осіб:
- Фельдмаршал, князь Потьомкин-Таврійський Григорій Олександрович (1739—1791)
- Інженер-полковник Корсаков Микола Іванович (1749—1788)
- Генерал-майор Максимович П. С. (?-1788)
- Генерал-майор Синельников Іван Максимович (1741—1788)
- Генерал-майор, князь Волконський Сергій Аврамович (?-1788)
- Полковник Мартинов Петро Дмитрович, (1767—1788)
- Бригадир Горич-Большой Іван Петрович (?-1788)
- Полковник Меллер-Закомельський Карл Іванович (?-1788)
- Генерал-аншеф, барон Меллер-Закомельський Іван Іванович (1725—1790)
- Генерал-поручник, принц Вюртемберг-Штуттгартський Олександр-Карл (?-1791)
- Невідомий генерал Кримської війни
- Генерал-майор Богачевич Кипріан Климентьєвич (1834—1908)
- Коник Василь Опанасович (1840—1911) та Коник Іван.
- Молдавський князь Россете Еммануїл (?-1794)